# Pataki László (ejtőernyős)
Pataki László (1938 – 1975. december 6.) válogatott magyar ejtőernyős sportoló.

## Életpálya
Polgári foglalkozása géplakatos. 1966-ig 910 ugrása volt. BHG Repülő Klub szakosztályvezetője.

## Sportegyesületei
- Központi Repülő Klub (KRK)
- BHG Repülő Klub
- MÁV Repülő Klub

## Sporteredmények

### Világbajnokság
- A VIII. Ejtőernyős Világbajnokságot 1968. augusztus 9.  és augusztus 25. között NDK-ban, Lipcsében rendezték, ahol a magyar férfi válogatott további tagjai: Hüse Károly, Samu Ferenc, Szeder Ferenc és Ullaga András voltak.

### Magyar bajnokság
- A XII. Magyar Ejtőernyős Bajnokságot 1965. augusztus 25. és augusztus 31. között Hajdúszoboszlón tartották meg, ahol
  - az 1000 méteres egyéni célba ugrás budapesti és országos bajnoka,
- A XIII. Magyar Ejtőernyős Nemzeti Bajnokságot 1966-ban rendezték, ahol
  - az 1000 méteres csapat célba ugrás győztes csapatának, a Központi Repülő Klub (KRK) II. tagja,